# Cultura del Dnepr-Donec

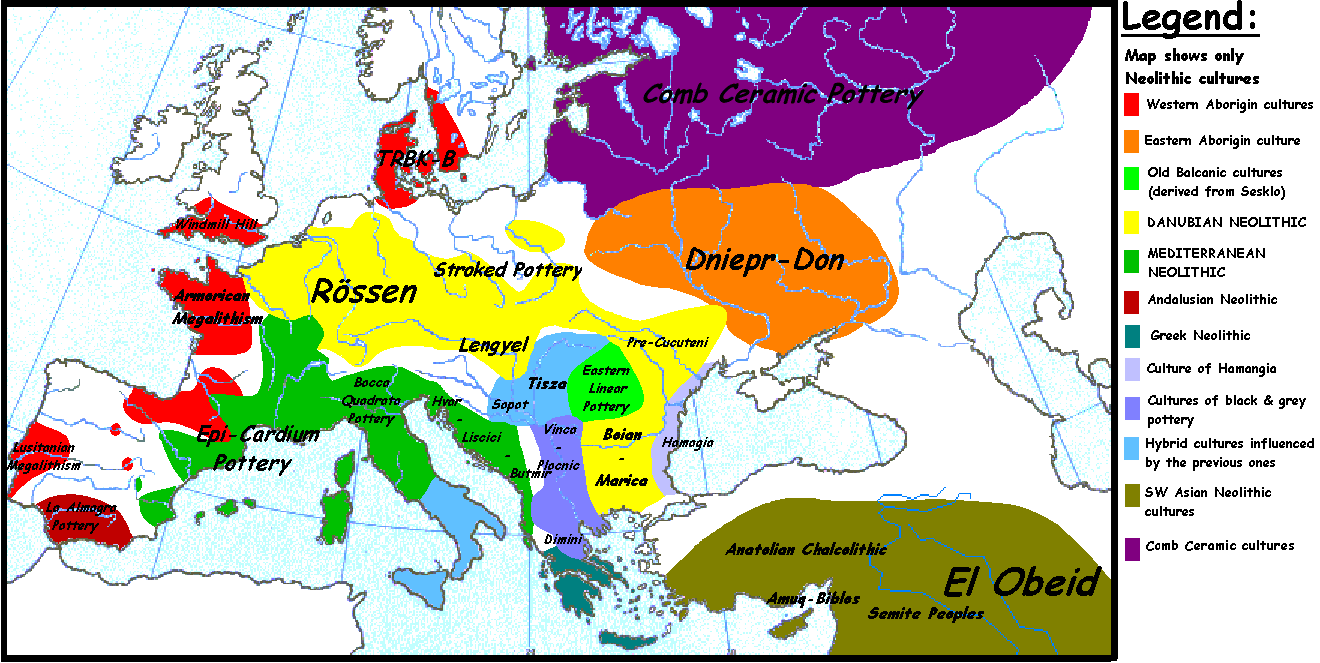
La cultura del Dnepr-Donec (in arancio) nel contesto del IV millennio a.C.

La cultura del Dnepr-Donec fu una cultura neolitica sviluppatasi tra il V e il IV millennio a.C. nell'area a nord del Mar Nero fra il fiume Dnepr e il Donec.

## Quadro generale
La cultura del Dnepr-Donec era una cultura di cacciatori-raccoglitori che si stava avviando verso la transizione all'agricoltura. L'economia era basata agli inizi quasi esclusivamente sulla caccia e sulla pesca.
Per quanto riguarda gli aspetti funerari, i defunti venivano inumati in tombe a pozzo e ricoperti di ocra. Le sepolture erano talvolta individuali ma generalmente erano più diffuse le sepolture comuni.
Soprattutto dai sostenitori della teoria kurganica è stato visto un parallelismo fra questa cultura e la cultura di Samara probabilmente facenti entrambe parte di un più vasto orizzonte culturale esteso dalla metà inferiore del fiume Dnieper alla metà inferiore del fiume Volga. La cultura del Dnepr-Donec precede le culture di Srednij Stog e di Jamna, sviluppatesi approssimativamente nella stessa area geografica: il rapporto fra questa cultura e le successive non è chiaro, benché sia stata ipotizzata una relazione.
La popolazione del Dnepr-Donec era europoide di tipo cromagnoide.